# 東電学園高等部
東電学園高等部（とうでんがくえんこうとうぶ）は、東京電力が運営していた認定職業訓練による職業能力開発校。東京都日野市にあった。

## 沿革
1954年に東京電力の技術社員養成所として設置された。1956年に火力発電、1957年に送電、1961年に発変電のクラスが設置された。
1964年に木川田一隆東京電力社長の意向で東電学園となった。
2007年3月に閉校となった。当初は全寮制の男子校であったがその後共学化していた。
調布市菊野台3丁目に大町寮があった。

## 所在地
- 東京都日野市百草460
- 最寄り駅:京王線聖蹟桜ヶ丘駅

## その他
養成所（員）の歌
作詞:掛川旭朗至、作曲:加納時男
東電学園歌
作詞:阿部文彦、作曲:石井歓